# Anarchia militare
Con il termine anarchia militare si indica un turbolento periodo del III secolo d.C., durato circa 50 anni, in cui vennero eletti imperatori, comandanti militari dalla lunga esperienza maturata sui campi di battaglia, amati dalle loro truppe e che, per questo, ricevettero il potere assoluto dal proprio esercito. Furono le legioni o la potente guardia pretoriana a decidere quando dare (in cambio di gratificazioni e privilegi) e quando togliere il potere imperiale ai loro rappresentanti, spesso eliminati dopo pochi anni (se non pochi mesi) di esercizio del potere. Così li definì Aurelio Vittore:
(Sesto Aurelio Vittore, De Caesaribus, XXXIX, 26.)
Non era la prima volta nella sua lunga storia che Roma era funestata da guerre civili. A differenza dei casi precedenti, tuttavia, l'instabilità politica generata dall'anarchia militare fu quella più grave, sia per la lunghezza della crisi istituzionale (mezzo secolo) sia per la concomitanza di altre grandi difficoltà: invasioni barbariche, epidemie di peste, secessioni di intere province (Impero delle Gallie, Regno di Palmira), carestie, tensioni religiose, crisi economiche. La pressione dei nemici sulle frontiere e la mancanza di una guida stabile portarono l'Impero sull'orlo del collasso. Intere regioni (Dacia e Agri decumati) dovettero essere abbandonate definitivamente ai barbari. Alla fine, grazie alla risoluzione di un altro generale, il dalmata Diocleziano, l'anarchia militare ebbe termine, ma non senza conseguenze: il Principato diveniva Dominato e i cittadini sudditi. Iniziava il periodo storico detto Tardo Impero.
Tale periodo è da ricercarsi nell'ambito della crisi del III secolo che investì l'impero romano, ovvero dal 235 anno dell'ascesa al trono di Massimino Trace a quella di Diocleziano del 284. Durante i circa 50 anni della crisi si alternarono più di venti imperatori cosiddetti "legittimi" ed un numero doppio di usurpatori sul trono di Roma. Per un certo periodo, dal regno di Gallieno a quello di Aureliano, l'impero fu diviso anche in tre parti: l'Impero Romano propriamente detto, l'Impero delle Gallie ad Occidente e il Regno di Palmira ad Oriente.
All'uccisione di Alessandro Severo (ultimo erede della dinastia dei Severi), dietro istigazione del generale Massimino Trace, gli succedette quest'ultimo nel 235. Massimino dopo un solo triennio fu ucciso dalle sue stesse truppe della legio II Parthica accampata nei pressi di Aquileia, nel maggio del 238. Gli succedettero in pochi mesi Gordiano I (morto suicida), Gordiano II (morto in battaglia), Pupieno e Balbino (due senatori trucidati dalla guardia pretoriana) ed infine Gordiano III che regnò fino al 244, ma che fu probabilmente assassinato per volontà del prefetto del pretorio, Filippo l'Arabo. Filippo, che subentrò a Gordiano sul trono imperiale, cadde in battaglia contro il rivale Decio nel 249, che a sua volta morì insieme al figlio Erennio Etrusco, destinato a succedergli, nella battaglia di Abrittus contro i Goti nel 251.
A Decio succedette Gaio Vibio Treboniano Gallo che associò al trono prima il figlio minore di Decio, Ostiliano, (nel 251), e poi il proprio figlio, Volusiano. Anche questi ultimi perirono al termine di una cruenta battaglia per mano della soldataglia, dietro istigazione del futuro imperatore Emiliano. Emiliano non durò più di tre mesi, morendo anch'egli per mano dei suoi stessi soldati presso Spoleto. A lui succedettero nel 253 Valeriano, (catturato dai Sasanidi nel 260), ed il figlio Gallieno fino al 268.
In questo periodo l'impero rimase diviso per quasi quindici anni in tre parti: ad Occidente l'Impero delle Gallie (retto da usurpatori quali Postumo (260-268), Leliano (268), Marco Aurelio Mario (268-269), Vittorino (269-271), Domiziano II (271) e Tetrico (271-274)) ed a Oriente il Regno di Palmira (dove si alternarono prima Settimio Odenato, nominato da Gallieno corrector totius Orientis, dal 262, poi il figlio Vaballato insieme alla madre Zenobia fino al 272).
A Gallieno, ucciso da una congiura dei suoi stessi generali nel 268, succedette il primo degli imperatori illirici: Claudio il Gotico, che regnò fino al 270 e morì di peste. Gli subentrò il fratello Quintillo, che poco dopo si fece da parte (forse suicidandosi) per lasciare il posto ad Aureliano. Quest'ultimo riuscì nell'impresa di riunificare l'impero, combattendo prima Zenobia e Vaballato in Oriente e poi Tetrico in Occidente. Morì ucciso da un funzionario per motivi sconosciuti, probabilmente per vendetta privata, nell'autunno del 275. La sua morte provocò costernazione e sorpresa in tutta l'impero, tanto che le legioni rimisero al Senato la scelta del successore.
Ad Aureliano succedette così un membro del Senato, un certo Marco Claudio Tacito, il quale regnò per meno di un anno fino al giugno del 276, quando sembra sia stato colto da infarto. Il regno del fratello Marco Annio Floriano, che si era proclamato Augusto, dopo aver ricoperto il ruolo di prefetto del pretorio, alla morte di Tacito, terminò con la sua uccisione in seguito ad una congiura militare, seguita alla cocente sconfitta ad opera del futuro imperatore Marco Aurelio Probo nell'agosto del 276. Quest'ultimo regnò per ben sei anni fino al 282, quando anch'egli fu ucciso da una congiura militare. Durante il suo regno si ricordano due usurpatori in Gallia: un certo Gaio Quinto Bonoso e Tito Ilio Proculo.
A Probo succedette Marco Aurelio Caro, elevato alla porpora imperiale dalle legioni di Rezia e Norico. Egli a sua volta nominò suoi eredi per l'Occidente il figlio maggiore Marco Aurelio Carino e per l'Oriente l'altro figlio Numeriano. A quest'ultimo, una volta ucciso nel 284 dal prefetto del pretorio, Arrio Apro, succedette Diocleziano, il quale si scontrò nel 285 con Carino per il ruolo di unico imperatore e lo batté nel corso della battaglia del fiume Margus.
Divenuto ora unico padrone dell'impero romano, Diocleziano, pensando che il sistema di governo dell'impero fosse inefficace per garantire un adeguato controllo di un territorio tanto vasto e militarmente minacciato su più fronti, cominciò prima ad affiancarsi un cesare per l'Occidente, e dal 293 istituì la cosiddetta tetrarchia, un sistema di governo che divideva l'impero in due macro aree, una occidentale e l'altra orientale, a loro volta suddivise in altre due sub-aree.

## Crisi del III secolo
La crisi militare e di alternanza di potere, condusse ovviamente ad una riduzione della produzione su base agricola e mineraria e conseguente crisi dell'industria artigianale, che difettava non solo delle materie prime ma soprattutto del lavoro che le era stato sottratto, a causa delle continue guerre di confine contro Barbari e Persiani, oltre a quelle civili in seguito all'alternarsi di imperatori ed usurpatori.
A questa si sommò quella dei trasporti interni per la riapparizione di brigantaggio e pirateria, con conseguente difficoltà di approvvigionamento dei grandi centri urbani; a cui si sommarono il moltiplicarsi di zecche regionali ovunque nell'Impero (con conseguente aumento del volume della moneta messa in circolazione), un costante depauperamento dei materiali impiegati e conseguente drastica riduzione di quelli preziosi nel battere nuova moneta, ed una crescente e devastante inflazione dei prezzi causata da una limitata offerta rispetto alla domanda.
Ai problemi sopra elencati si aggiungano altri due importanti fattori di tipo militare:
1. Le ambizioni di numerosi prefetti del pretorio e governatori delle province "militari", ovvero che possedevano almeno una legione, come la Germania superiore o quella inferiore, le due Pannonie, o la Britannia, ed altre ancora;
2. La volontà degli eserciti e della guardia pretoriana che innalzano o rovesciano gli imperatori per interessi personali e per campanilismo provinciale.[2]

Alcuni storici, prendendo spunto dalla visione marxista della storia come dialettica fra classi sociali, hanno individuato nel "potere bonapartista" (definizione coniata da Karl Marx) degli imperatori le cause latenti della crisi. Tale tipo di potere si esplica nelle situazioni in cui una classe dominante (in questo caso l'oligarchia senatoria romana) entra in crisi, ma non c'è ancora un'altra classe (l'ordine equestre nel caso in questione) in grado di sostituirla al potere. In questa situazione il vuoto viene riempito da personaggi carismatici auto-investiti. Tale potere è particolarmente instabile e vulnerabile, perché non ha vere radici nella società ed è alla costante ricerca di una legittimazione, nella tradizione umana o nell'investitura divina. Esso non costituisce un'alternativa stabile all'aristocrazia, ma versa in una condizione di cronica precarietà e discontinuità. Settimio Severo (imperatore dal 193 al 211) si era illuso di avere restaurato l'ordine, riformando lo Stato e fondando la sua dinastia, invece il suo sogno si infranse del tutto non solo per l'inettitudine dei successori, ma anche per lo squilibrio di base e la violenza congenita di un sistema in cui la vecchia aristocrazia, sconfitta politicamente dall'esercito, non voleva comunque uscire di scena e nello stesso tempo non esisteva nessun altro ordine sociale (una "nuova" borghesia) in grado di emergere. Il potere restava, quindi, in bilico nelle mani di condottieri militari, a loro volta fortemente dipendenti dalla volontà (spesso venduta al miglior offerente) delle legioni e dei pretoriani.

## Cronologia (235-284)

### Inizio della grande crisi: lotte interne e invasioni esterne (235-253)

#### Da Massimino a Gordiano III (235-244)

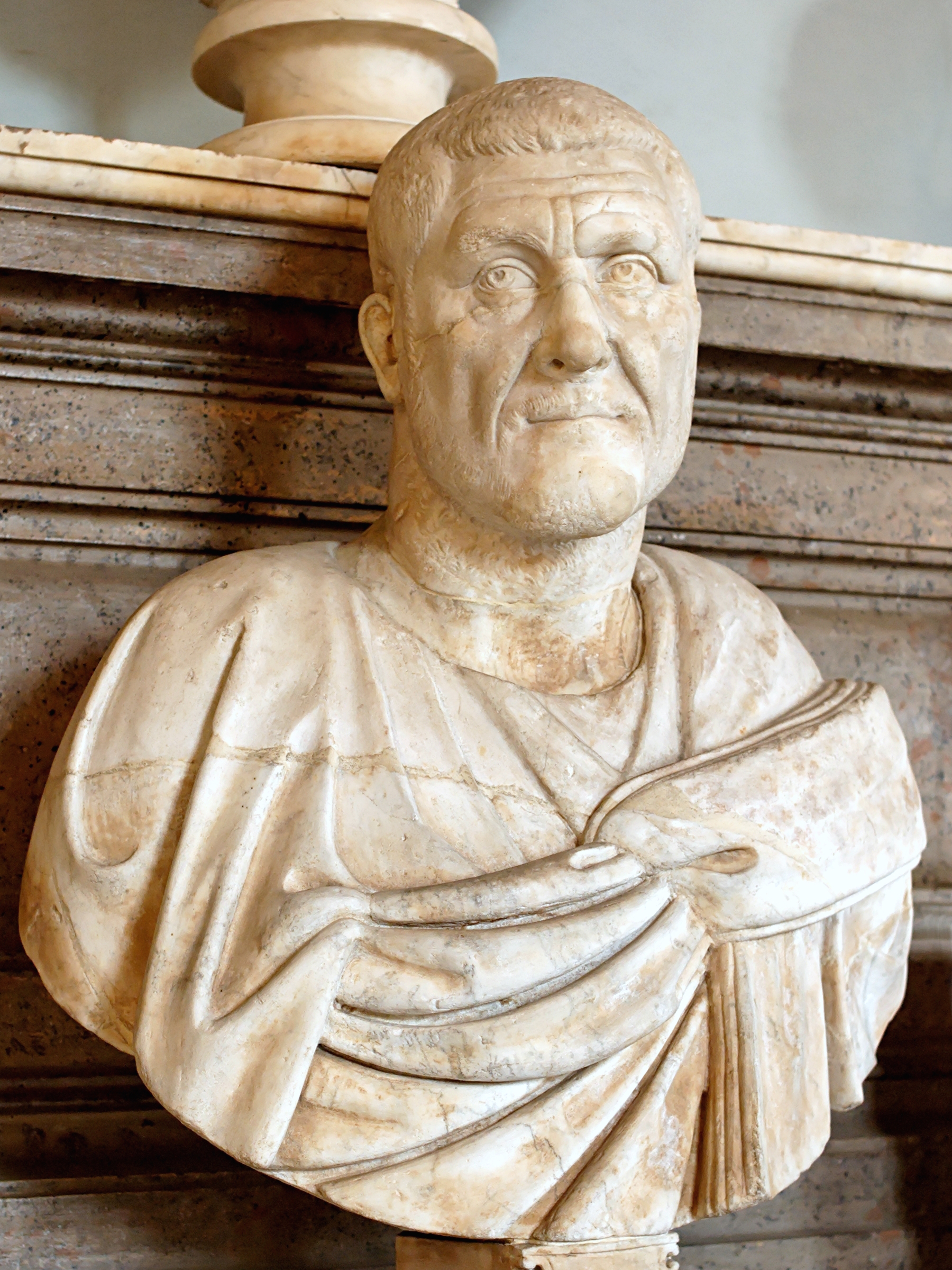
L'imperatore Massimino il Trace iniziò il turbolento periodo dell'anarchia militare, che terminò solo con Diocleziano cinquant'anni dopo.

Nel 235 divenne imperatore Massimino, dopo l'assassinio di Alessandro Severo, ultimo della dinastia dei Severi. Soldato originario della Tracia, fu il primo barbaro a raggiungere la porpora imperiale, essendo nato non ancora cittadino romano. Fu anche il primo imperatore a non aver mai messo piede a Roma, in quanto trascorse l'intera durata del suo regno impegnato in campagne militari (prima contro gli Alemanni, poi contro Sarmati e Daci). Il fatto che la sua carriera fosse legata esclusivamente all'esercito (non si curò nemmeno di comunicare l'elezione al Senato) dimostra come i nobili senatori ed i ricchi finanzieri stessero perdendo il loro potere. Si credeva addirittura che facesse parte di una famiglia dediticia, cioè di quelle famiglie cui anche dopo l'editto di Caracalla non era stata riconosciuta la cittadinanza romana. Il suo regno ebbe però vita breve, giusto il tempo di difendere i confini danubiani.
Nel 238 le province africane (un "feudo" di nobili senatori) si rivoltarono contro la politica fiscale di Massimino, volta a compiacere l'esercito, ed elessero quale loro nuovo imperatore Gordiano I, il quale affiancò alla guida dell'Impero il figlio Gordiano II. Entrambi furono però, poco dopo, assassinati da uomini fedeli a Massimino, tanto che il Senato di Roma decise di eleggerne due di nuovi, formando di fatto una diarchia. Si trattava di Pupieno e Balbino (tardo aprile, inizi di maggio 238). Tuttavia una fazione a Roma preferì il nipote di Gordiano I, Gordiano III, costringendo alla fine i due nuovi Imperatori eletti dal senato a proclamare il giovane Gordiano, cesare.

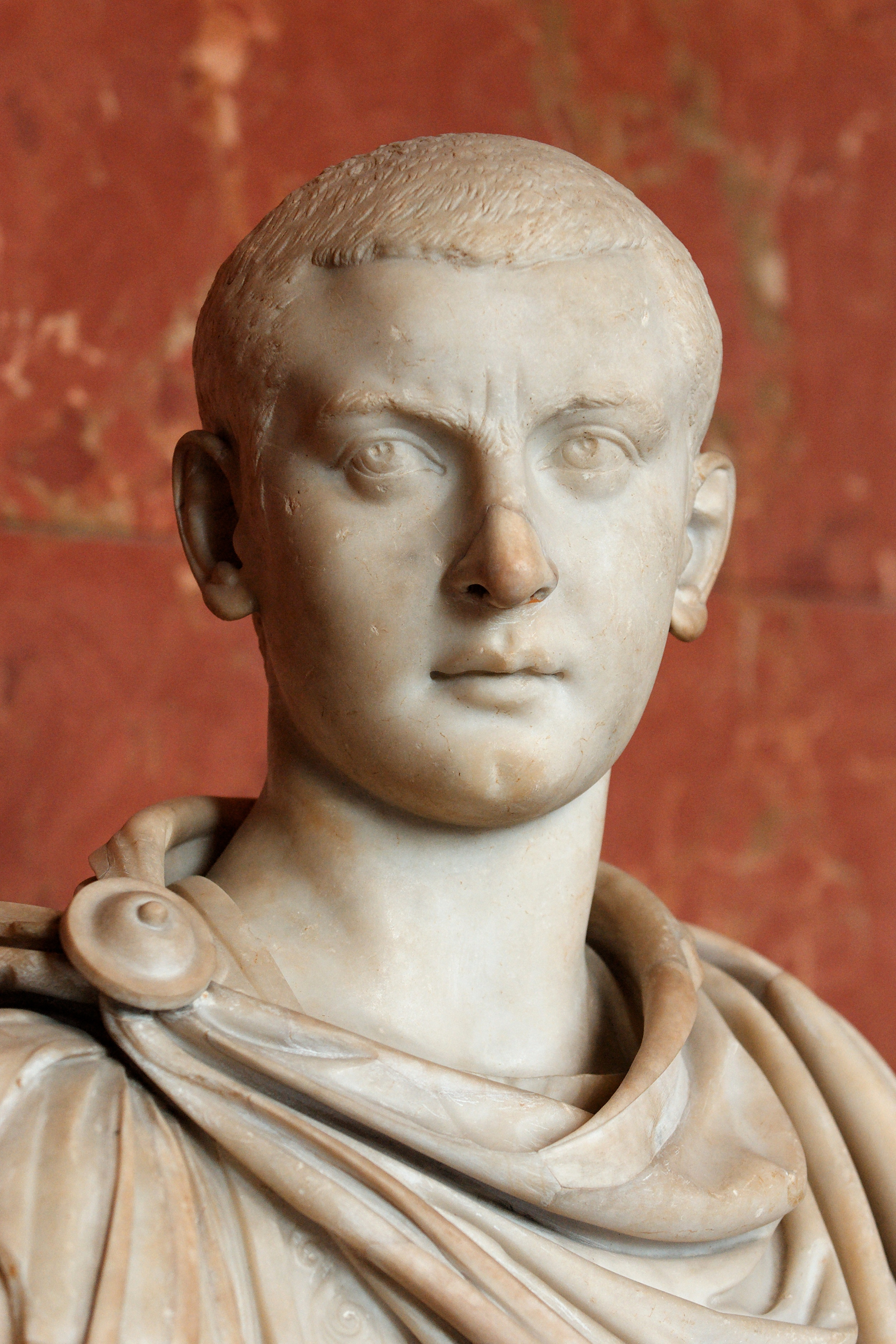
Busto di Gordiano III

I tre avversari di Massimino potevano contare su milizie formate da coscritti e da gruppi di giovani, mentre l'imperatore aveva a propria disposizione un grande esercito che veniva da anni di guerre. Massimino decise allora di marciare rapidamente su Roma per spazzare via i suoi oppositori. Non considerò, però, le difficoltà connesse con l'attraversamento delle Alpi alla fine dell'inverno. Quando l'esercito di Massimino giunse in vista di Aquileia, la città chiuse le porte all'imperatore. Massimino prese allora una decisione a lui fatale: invece di scendere rapidamente sulla capitale con un contingente, mise personalmente sotto assedio la città di Aquileia. Il prolungato assedio, la penuria di viveri e la rigida disciplina imposta dall'imperatore causarono l'ostilità delle truppe verso l'imperatore, tanto da portare la Legio II Parthica ad assassinarlo nel suo accampamento, assieme al figlio Massimo ed ai suoi ministri (10 maggio 238).
Il Senato elesse imperatore il tredicenne Gordiano III e ordinò la damnatio memoriae per Massimino. Poco dopo essere stato nominato imperatore dall'esercito con il consenso del Senato, Gordiano III decise di affrontare l'impero persiano, rinato sotto la nuova dinastia dei Sasanidi. Gordiano III affiancò come proprio consigliere il prefetto Timesiteo, divenuto suo suocero avendone sposato la figlia. Quest'ultimo però morì prematuramente, dopo i primi successi romani contro il nemico orientale. Trovatosi da solo, Gordiano sembra fu sconfitto da Sapore I o più probabilmente ucciso dal nuovo prefetto del pretorio, Giunio Filippo, figlio di un cittadino romano dell'Arabia, che ne prese il posto, trattando poi una resa poco onorevole per l'Impero romano con il "re dei re" sasanide.

#### Da Filippo l'arabo a Emiliano (244-253)

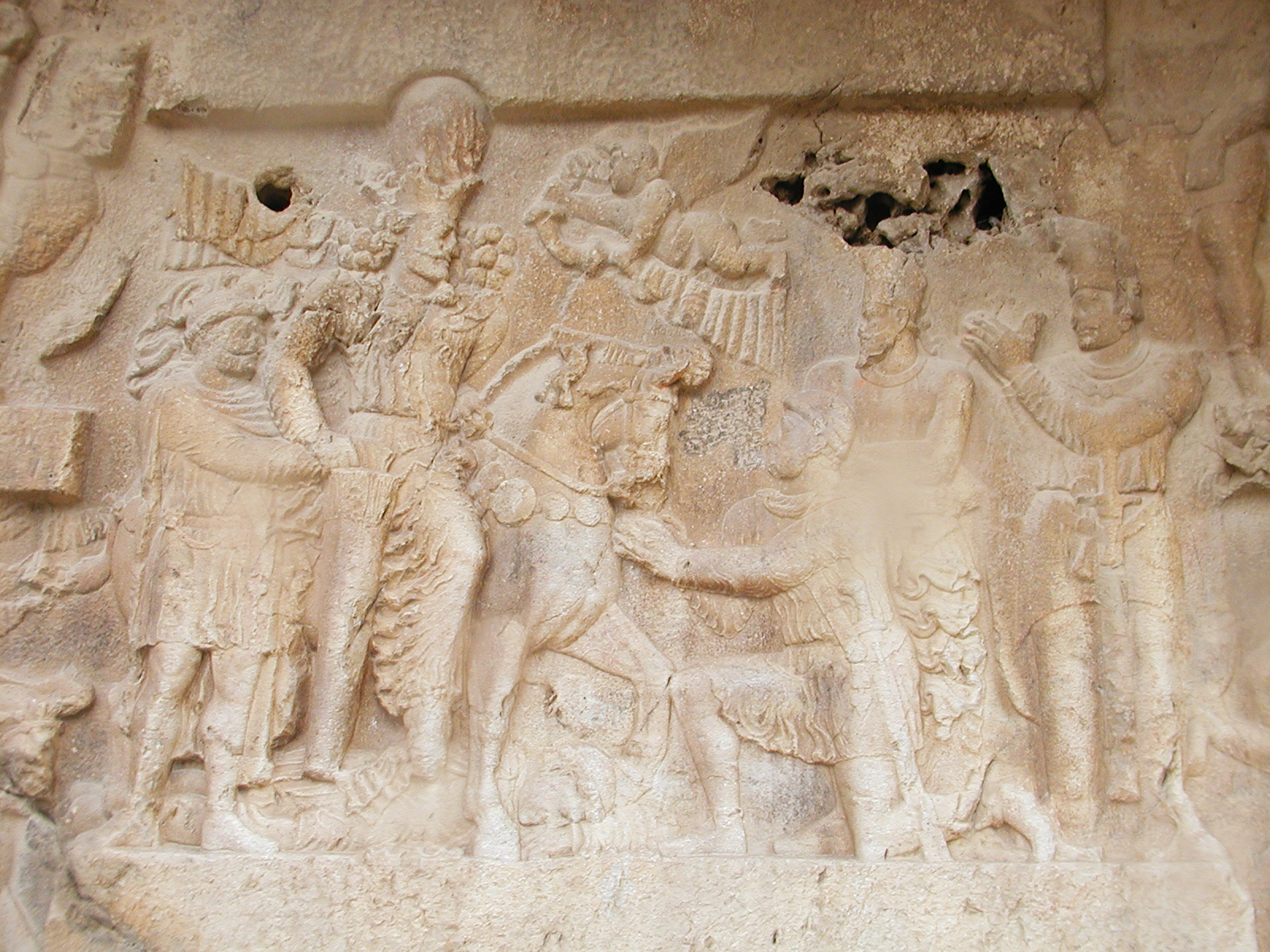
Rilievo a Bishapur celebrante la presunta (e probabilmente falsa) vittoria di Sapore I sui Romani: Gordiano III è calpestato dal cavallo del re sasanide, mentre Filippo l'Arabo (in ginocchio davanti Sapore, che tratta la resa). È invece tenuto stretto da Sapore l'imperatore Valeriano, catturato dalle armate sasanidi nel 260.

La morte improvvisa dell'Imperatore Gordiano, a cui i soldati costruirono presso Circesium un cenotafio (sulla riva dell'Eufrate, in località Zaitha), non sappiamo se in battaglia o per mano del suo successore, il prefetto del pretorio, Filippo l'Arabo, determinarono il ritiro delle armate romane, una pace giudicata da Zosimo disonorevole e probabilmente la perdita di parte della Mesopotamia e dell'Armenia, sebbene Filippo si sentisse autorizzato a fregiarsi del titolo di Persicus maximus. Le Res gestae divi Saporis, epigrafe propagandistica dell'imperatore sassanide, raccontano:
(Res gestae divi Saporis, righe 8-9.)
L'Oriente romano fu, quindi, affidato da Filippo al fratello, Gaio Giulio Prisco, nominato Rector Orientis, mentre la linea difensiva in Mesopotamia/Osroene era riorganizzata attorno alle città/roccaforti di Nisibis, Circesium e Resaina. Vi è da aggiungere che l'alterna fase dell'anarchia militare in cui per circa un cinquantennio versò l'Impero romano, determinarono non pochi vantaggi a favore del nascente Impero sasanide, che non si lasciò sfuggire l'occasione di sorprendenti rivincite, fino ad occupare la stessa Antiochia di Siria nel 252 e nel 260.

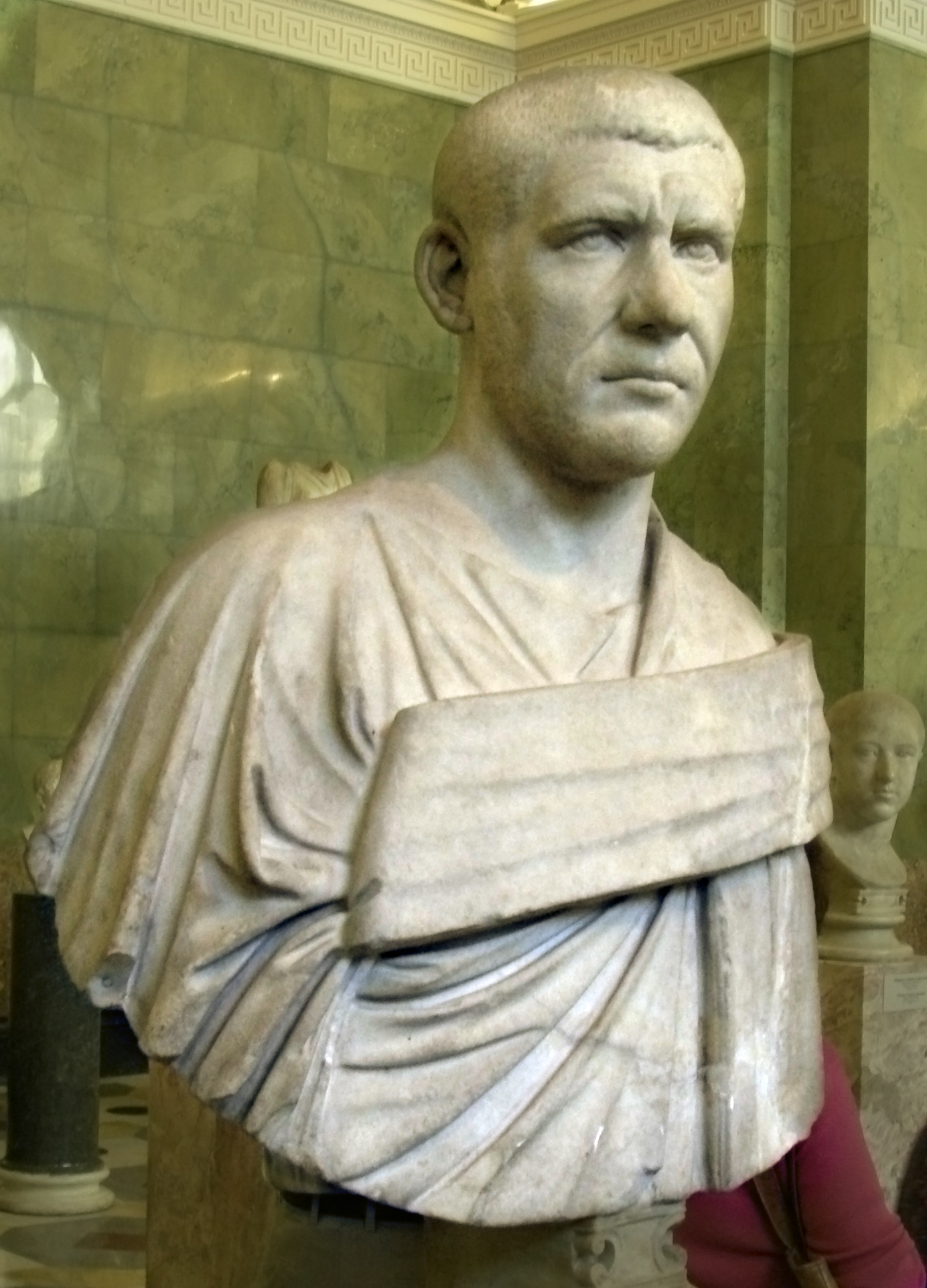
Busto di Filippo l'Arabo.

Poco dopo Filippo decise di muovere alla volta del Danubio, dove respinse un'incursione di Carpi. Egli fu anche ricordato per aver celebrato, nel 248, i giochi e gli spettacoli per i mille anni della fondazione di Roma. L'imperatore (paradossalmente un "non-romano") predispose che tale festività dovesse essere celebrata con giochi grandiosi (lotte gladiatorie ed esibizioni di animali esotici) per dimostrare, ancora una volta, la forza e la grandezza dell'Impero romano.
Nel 249 il generale Decio, che l'anno precedente aveva fermato l'invasione dei Carpi, venne proclamato imperatore dalle armate pannonico-mesiche, si diresse in Italia, portando con sé buona parte delle truppe di confine, e presso Verona riuscì a battere l'esercito di Filippo l'Arabo, che morì insieme a suo figlio. Ma l'aver sguarnito le difese dell'area balcanica permise, ancora una volta, a Goti e Carpi di riversarsi nelle province di Dacia, Mesia inferiore e Tracia. Sembra infatti che i Goti, una volta passato il Danubio ghiacciato, si divisero in due colonne di marcia. La prima orda si spinse in Tracia fino a Filippopoli (l'odierna Plovdiv), dove assediarono il governatore Tito Giulio Prisco; la seconda, più numerosa (si parla di ben settantamila uomini) e comandata da Cniva, si spinse in Mesia inferiore, fino sotto le mura di Novae. Decio avviò una feroce repressione verso i cristiani: questo soprattutto per una politica di rafforzamento dell'autorità imperiale attraverso il culto dell'Imperatore, collante fondamentale per un Impero che stava crollando.
Nel 250 Decio fu costretto a fare ritorno sulla frontiera del basso Danubio, per affrontare l'invasione compiuta l'anno precedente dei Goti di Cniva. Si trattava di un'orda di dimensioni fino ad allora mai viste, coordinata inoltre con i Carpi che assalirono la provincia di Dacia. Cniva, respinto da Treboniano Gallo presso Novae, condusse le sue armate sotto le mura di Nicopoli. L'imperatore era deciso a sbarrare la strada del ritorno ai Goti in Tracia e ad annientarli. Decio, però, subì una cocente sconfitta presso Beroe Augusta Traiana (l'attuale Stara Zagora). La sconfitta inflitta a Decio fu tanto pesante da impedire all'imperatore non solo la prosecuzione della campagna, ma soprattutto la possibilità di salvare Filippopoli che, caduta in mano ai Goti, fu saccheggiata e data alle fiamme. Al principio del 251 la monetazione imperiale celebrò una nuova "vittoria germanica", in seguito alla quale Erennio Etrusco fu proclamato augusto insieme al padre Decio. Ma ancora i Goti, riuscirono a battere Decio nei pressi di Abrittus, in Dobrugia, uccidendo persino l'imperatore ed il figlio maggiore, Erennio Etrusco. Era la prima volta che un imperatore romano cadeva in battaglia contro un nemico straniero. Rimase allora imperatore il figlio minore, Ostiliano, il quale fu a sua volta adottato dall'allora legato delle due Mesie, Treboniano Gallo, a sua volta acclamato imperatore in quello stesso mese. Gallo, accorso sul luogo della battaglia, concluse una pace poco favorevole con i Goti di Cniva: non solo permise loro di tenersi il bottino, ma anche i prigionieri catturati a Filippopoli, molti dei quali di ricche famiglie nobili. Inoltre, furono loro garantiti sussidi annui, dietro alla promessa di non rimettere più piede sul suolo romano.
Due anni più tardi, nel 253, una nuova ondata di Goti, Borani, Carpi ed Eruli portò distruzione fino a Pessinunte ed Efeso via mare, e poi via terra fino ai territori della Cappadocia. E mentre Emiliano, allora governatore della Mesia inferiore, era costretto a ripulire i territori romani a sud del Danubio dalle orde dei barbari, scontrandosi vittoriosamente ancora una volta con il capo dei Goti, Cniva (primavera del 253) e ottenendo grazie a questi successi il titolo di imperatore, ne approfittarono le armate dei Sasanidi di Sapore I, che provocarono un contemporaneo sfondamento del fronte orientale, penetrando in Mesopotamia e Siria fino ad occupare la stessa Antiochia. Poco più tardi, anche Gallo morì assassinato dal suo luogotenente Emiliano, in Mesia. Nel frattempo Valeriano (governatore della Rezia), venuto a conoscenza della morte di Treboniano, si dichiarò imperatore e scese in Italia contro Emiliano con l'esercito renano. Nel tardo luglio/metà settembre 253 gli eserciti di Valeriano ed Emiliano si scontrarono, ma i soldati di Emiliano decisero di abbandonarlo e lo uccisero vicino non molto lontano da Spoleto o Narni.

### L'Impero diviso in tre parti

#### La diarchia di Valeriano e Gallieno (253-268)
È in queste circostanze che fu elevato alla porpora Valeriano (22 ottobre del 253). Il Senato romano ratificò la nomina ad Imperatore delle truppe di Rezia. E così succedette ad Emiliano. Le continue invasioni a settentrione ed in Oriente costrinsero il nuovo imperatore a spartire con il figlio Gallieno (253-268) l'amministrazione dello Stato romano, affidando a quest'ultimo la parte occidentale e riservando per sé quella orientale, come in passato era già avvenuto con Marco Aurelio e Lucio Vero (161-169).
Partito per il fronte orientale, riuscì a cacciare i Sasanidi dai territori imperiali, riconquistando Antiochia che era stata assediata e poi conquistata, per poi concentrarsi nella riorganizzazione dell'intero limes orientale negli anni successivi. Dovette però disporre ogni possibile resistenza contro i Barbari da settentrione, attraverso i suoi generali, quando dal 254 al 256 nuove incursioni di Goti devastarono buona parte dei territori di Tracia, Macedonia e Ponto, generando il panico negli abitanti dell'Acaia, tanto da disporre di ricostruire le antiche mura di Atene e di molte altre città del Peloponneso. Il punto più basso si raggiunse nel 260, quando Valeriano fu sconfitto in battaglia e preso prigioniero dai Sasanidi, morendo in prigionia senza che fosse possibile intraprendere una spedizione militare per liberarlo.
Come conseguenza di questa grave sconfitta l'impero subì una scissione in tre parti per quasi quindici anni, che però ne permisero la sopravvivenza: ad Occidente l'Impero delle Gallie, retto dagli usurpatori come Postumo (260-268), Ulpio Cornelio Leliano (268), Marco Aurelio Mario (268-269), Vittorino (269-271), Domiziano II (271) e Tetrico (271-274); mentre ad Oriente il Regno di Palmira, dove si alternarono prima Settimio Odenato, nominato da Gallieno corrector totius Orientis, dal 262, poi il figlio Vaballato insieme alla madre Zenobia fino al 272. Scrive Eutropio:
(Eutropio, Breviarium ab urbe condita, 9, 11.)
Aggiungiamo che gli "imperatori delle Gallie" non solo formarono un proprio Senato presso il loro maggiore centro di Augusta Treverorum e attribuirono i classici titoli di console, Pontefice massimo o tribuno della plebe ai loro magistrati nel nome di Roma aeterna, ma assunsero anche la normale titolatura imperiale, coniando monete presso la zecca di Lugdunum, aspirando all'unità con Roma e, cosa ben più importante, non pensando mai di marciare contro gli imperatori cosiddetti "legittimi" (come Gallieno, Claudio il Gotico, Quintillo o Aureliano), che regnavano su Roma (vale a dire coloro che governavano l'Italia, le province africane occidentali fino alla Tripolitania, le province danubiane e dell'area balcaniche). Essi, al contrario, sentivano di dover difendere i confini renani ed il litorale gallico dagli attacchi delle popolazioni germaniche di Franchi, Sassoni ed Alemanni. L'Imperium Galliarum risultò, pertanto, una delle tre aree territoriali che permise di conservare a Roma la sua parte occidentale.
Gallieno, divenuto unico imperatore nella parte centrale dell'Impero, dovette chiedere aiuto in Oriente al sovrano di Palmira, Settimio Odenato, lasciando a quest'ultimo una specie di sovranità sulla parte orientale dell'Impero, attribuendogli il titolo di Dux Orientis, che ne causò la secessione alla morte dei due sovrani (nel 268). In campo militare Gallieno affidò il comando delle legioni, non più all'ordine senatorio (legatus legionis), ma a quello equestre (praefectus legionis). Gallieno morì assassinato nel 268 da ufficiali illirici.
E se da un lato l'impero romano sembra abbia attraversato, sotto Gallieno uno dei periodi più "bui" della sua storia, questo imperatore rappresentò il punto di svolta nel tragico periodo della crisi del III secolo, che era seguito alla dinastia dei Severi. Non è un caso che proprio Gallieno sia stato il primo a regnare per quindici anni (sette con il padre ed otto da solo), cosa assai rara se si considera il primo periodo dell'anarchia militare (dal 235 al 253). Era, infatti, dai tempi di Settimio Severo (193-211) che un Imperatore romano non regnava tanto a lungo.
Oggi la critica moderna sembra rivalutarne il suo operato, nel tentativo di salvare almeno il "cuore-centrale" dell'Impero romano, creando quindi le basi per una riunificazione territoriale, avvenuta, poco dopo, con gli imperatori illirici (268-282). Gallieno, infatti, pose le prime basi per un periodo di ripresa, riconquista e restaurazione che sfociò nel periodo tetrarchico di Diocleziano (284-306).

### Ripresa e riunificazione imperiale (268-284)

#### Gli imperatori illirici (268-282)

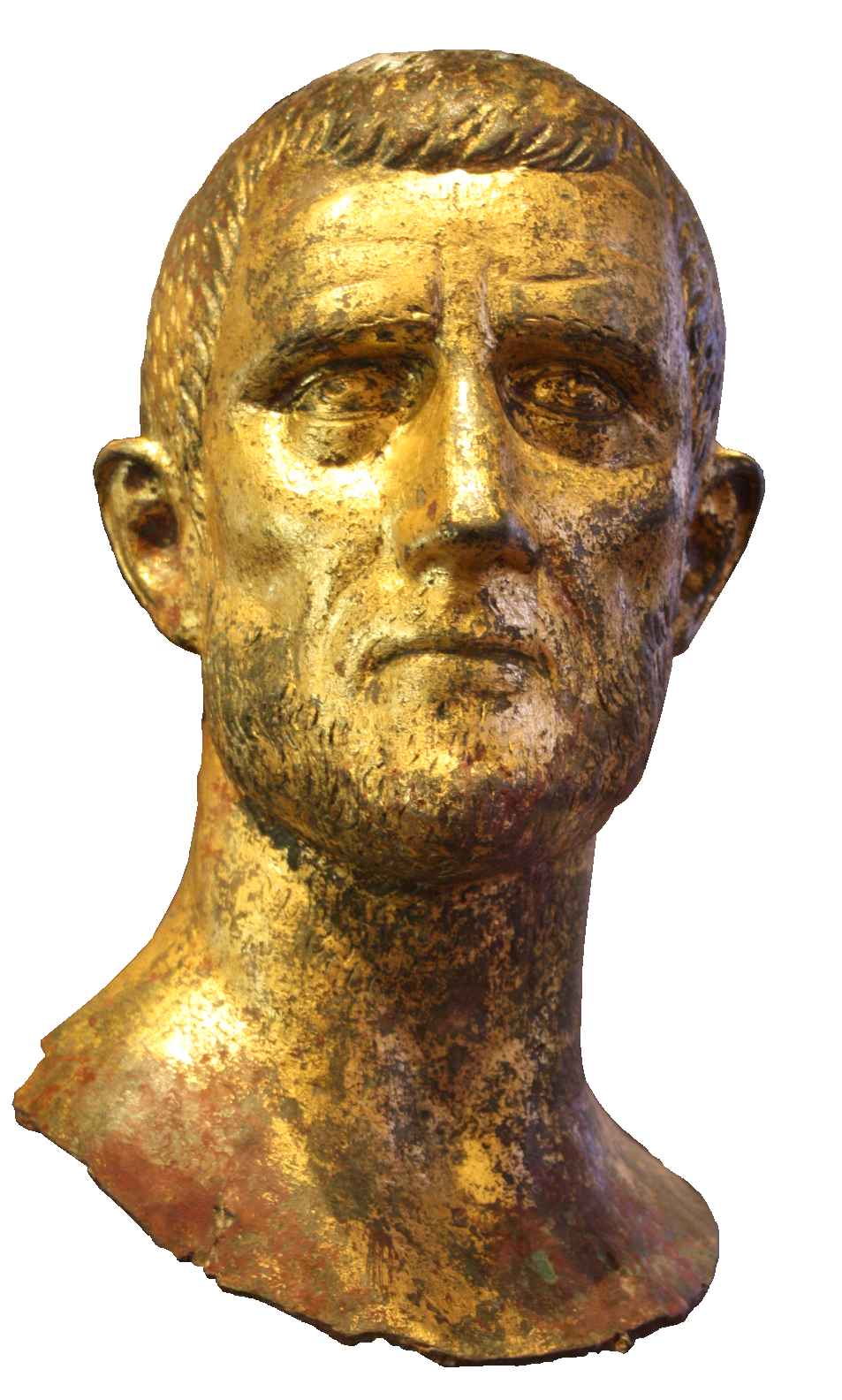
Testa in bronzo dorato di Aureliano (o di Claudio il Gotico?), Museo di Santa Giulia, Brescia.

Nel 268 venne eletto imperatore, ancora una volta, un militare di carriera: Claudio detto il Gotico, di origine illirica. Regnò per un periodo di un solo anno e nove mesi, troppo breve per poter porre in atto riforme in campo militare, finanziario e sociale. Fu il primo di un gruppo di imperatori illirici che nel III secolo cercarono di risolvere i gravi problemi dell'impero. Gli ottimi rapporti che ebbe con il senato di Roma, che trovarono il fondamento principale nella gratitudine della Curia romana per l'eliminazione di Gallieno, si manifestarono anche dopo la morte di Claudio con l'elezione ad Augusto del fratello Quintillo. Arginò le incursioni gotiche iniziate sotto il predecessore, Gallieno, e portò a termine la guerra contro questa coalizione di genti barbare, meritandosi il titolo di Gothicus Maximus Morì a Sirmio in seguito a una nuova epidemia di peste scoppiata tra le file del suo esercito (luglio/agosto del 270).
A Claudio, quindi, successe Aureliano. Intanto i due regni di Gallia e Palmira erano passati rispettivamente a Pio Tetrico e a Zenobia. Primo obiettivo di Aureliano fu la riconquista di Palmira, che avvenne tra il 271 e il 273. Tornando in Occidente riconquisterà anche il regno gallico, riunificando l'Impero romano e guadagnandosi il titolo di restitutor orbis. Gli succedette Marco Claudio Tacito, imperatore dal 275 al 276. Nel 276 divenne imperatore Marco Annio Floriano, ma per pochissimo tempo. Di rilievo fu poi il suo successore Marco Aurelio Probo, imperatore dal 276 al 282 che si fece notare per aver sconfitto ripetutamente i barbari sul Reno e il Danubio.

#### Caro, Carino e Numeriano (282-285)
A Probo successe, infine, Marco Aurelio Caro imperatore dal 282 al 283, insieme ai figli Numeriano e Carino. Numeriano fu imperatore dal 283 al 284. Riuscì a dare vita ad un brevissimo periodo di recupero economico e culturale. Carino fu imperatore dal 284 al 285.

## Conseguenze

### La fine della crisi

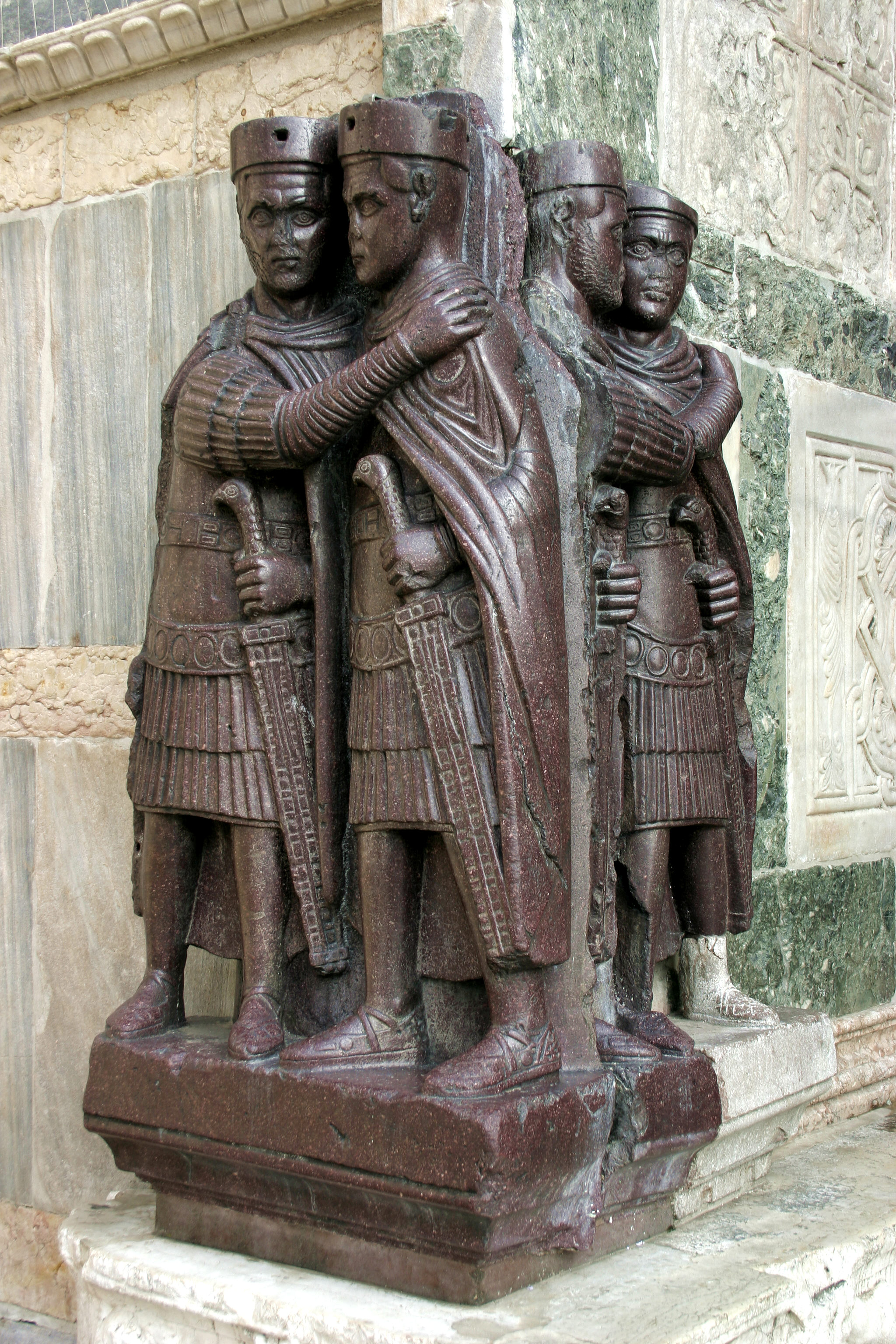
I tetrarchi, una scultura di porfido saccheggiata a Bisanzio nel 1204 (Basilica di San Marco a Venezia)

La crisi si arrestò solo con una serie di imperatori che provenivano dai ranghi militari delle province illiriche, a partire da Claudio il Gotico, seguito da Aureliano, Marco Aurelio Probo e Marco Aurelio Caro, i quali riuscirono nell'impresa di riunificare l'impero, respingendo i continui attacchi dei barbari lungo il fronte Reno-danubiano, fino ad approdare alla riforma tetrarchica di Diocleziano nel 284, che permise la prosecuzione dell'impero romano d'Occidente per altri due secoli e di oltre un millennio dell'impero romano d'Oriente (o Impero bizantino).

### Il prezzo della crisi
Il prezzo da pagare per la sopravvivenza dell'Impero fu però molto alto: l'abbandono dei cosiddetti Agri Decumates sotto Gallieno (attorno al 260), della provincia delle Tre Dacie (sotto Aureliano, nel 271 circa), oltre alla perdita seppure temporanea della provincia di Mesopotamia, rioccupata solo con Galerio verso la fine del III secolo.